# Ski Mont Rigaud
Ski Mont Rigaud est une station de ski sur la montagne de Rigaud à Rigaud (Québec). Située à l'extrémité ouest de la banlieue de Montréal, près de la frontière du Québec avec l'Ontario, elle est l'une des deux seules stations de ski exploitée dans la région métropolitaine. La pente est située à seulement 30 minutes de l'île de Montréal. C'est la seule station de ski à l'ouest du Québec au sud de la rivière des Outaouais.

## Équipements et services
Ski Mont Rigaud s'identifie comme la maternelle du ski au Québec et offre des leçons de ski alpin et de planche à neige. La station comporte un snowpark. La station s'adresse à une clientèle familiale, aux débutants ou à ceux qui veulent un cadre tranquille, proche de la ville. La station est ouverte en soirée. Les pentes peuvent être arrosées de neige fabriquée mécaniquement. Les pentes sont accessibles par deux remonte-pente quadruples et deux tapis magiques.
Tout près se trouve le centre de ski de randonnée L'Escapade.

## Activités estivales et automnales
En période estivale, la station vise la clientèle familiale pour le vélo de montagne. Les 17 km de sentiers sont généralement pour débutants mais le vélo de type enduro qui se pratiquent au Mont-Rigaud exige un effort d'endurance, en raison des montées nombreuses. De plus, un sentier entre deux parois rocheuses est plus périlleux. La station de ski est le site où se déroule les Week-ends des couleurs de Mont Rigaud durant l'Action de Grâce à la mi-octobre chaque année. Le télésiège est alors utilisé pour le déplacement des visiteurs et le point de vue sur la montagne de Rigaud.

## Entreprise
La station de ski est fondée en 1986,. Une entreprise familiale exploite la station,.